# Глазуново (Усвятский район)
Глазуново — деревня в Усвятском районе Псковской области России. Входит в состав Церковищенской волости (с 1995 года, ранее — в Церковищенский сельсовет). 

## География
Находится на юге региона, в западной части района, в 17 км к северо-востоку от райцентра Усвяты, к югу от волостного центра Церковище.
Уличная сеть состоит из четырёх географических объектов: ул. Первомайская, ул. Полевая, ул. Солнечная и ул. Цветочная.

## Население
| 2001 | 2002 | 2010 |
| ---- | ---- | ---- |
| 291  | ↘246 | ↗267 |

Численность населения деревни по оценке на начало 2001 года составляла 291 житель.

## Инфраструктура
Личное подсобное хозяйство.
Почтовое отделение, обслуживающее д. Глазуново — 182583; расположено в волостном центре д. Церковище.

## Транспорт
Дорога 58К-032 Великие Луки — Усвяты. Автобус маршрута 230 из пос. Усвяты. Ходит автобус из Демидова (административный центр Демидовского района Смоленской области).